# Mitos do estupro

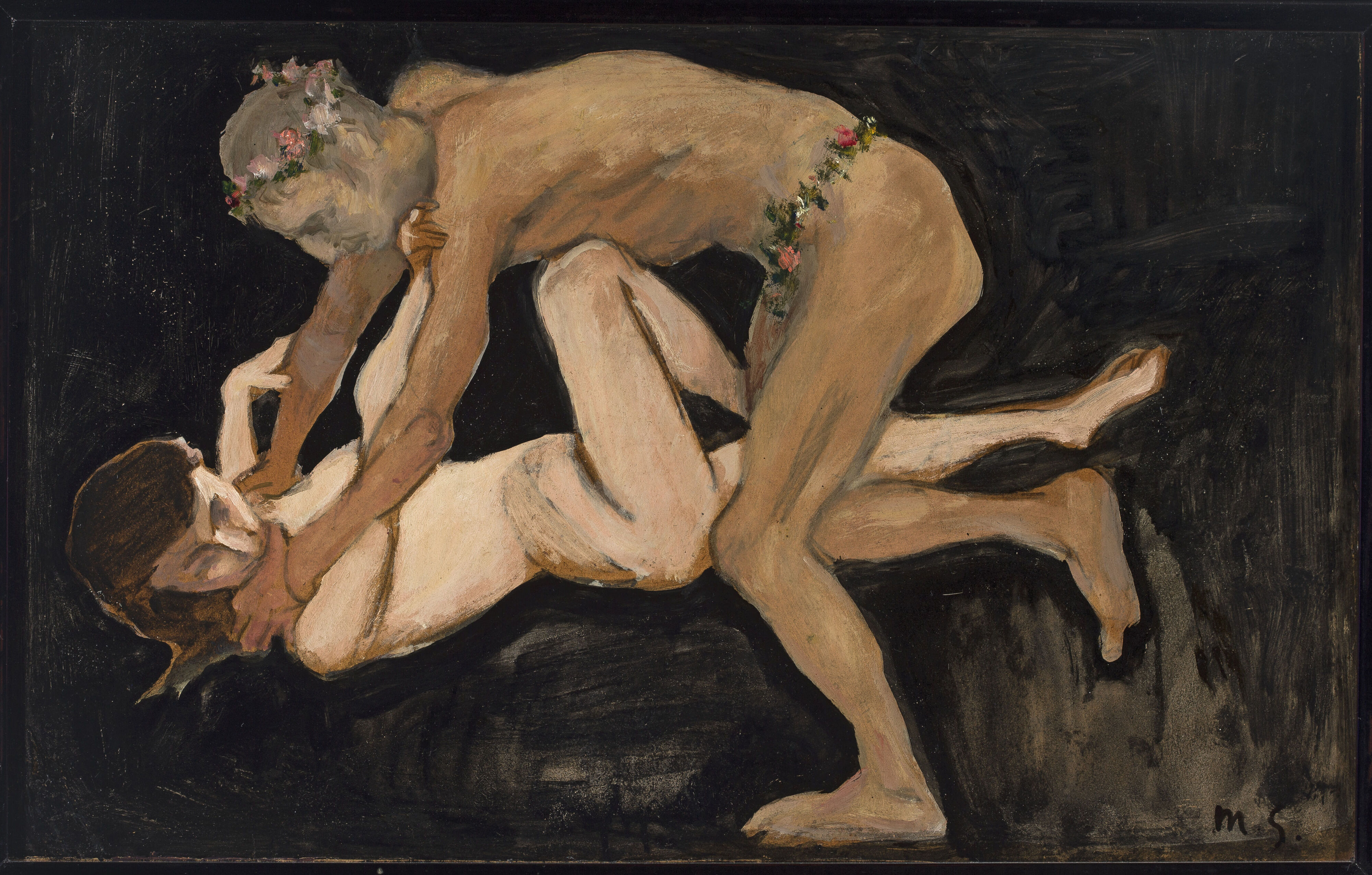
A obra retrata um momento de intensa violência, capturando a cena perturbadora de um homem sobrepondo-se a uma mulher, suas mãos firmemente envoltas em torno de seu pescoço, enquanto ele a estrangula.

Mitos do estupro são crenças estereotipadas, preconceituosas sobre as razões de estupros, estupradores e vítimas de estupro.

## Lista de mitos comuns
- Estupro é só "sexo grosseiro",[4] estupro é fazer sexo.[5]
- Algumas mulheres gostam de sexo violento; mais tarde, porém chamam-no de estupro[5] o estupro excita algumas mulheres[5] se ocorre orgasmo não se trata de estupro.[5]
- Estupros são motivados por desejo sexual,[4] quando um homem é excitado por uma mulher, não consegue parar de agir,[5] estupros ocorrem de modo espontâneo.[5]
- Estupro é um crime passional.[5]
- Estupradores são pessoas esquisitas, psicóticas e solitárias.[4][4]
- As vítimas de estupros estavam pedindo por isso, então não houve nenhum dano.[6][7]
- Apenas mulheres más são estupradas,[4] apenas mulheres bonitas são estupradas.[8]
- Não ocorre estupro entre pessoas casadas,[5] estupro ocorre apenas entre casais heterossexuais.[5]
- Todas as mulheres fantasiam sobre estupro.[8]
- Estupros são cometidos por desconhecidos que geralmente usam uma arma e/ou batem em suas vítimas,[4] estupro só ocorrem entre estranhos[5] (ver: Biastofilia).
- Se a mulher não resiste, ela deve ter desejado ser estuprada.[4]
- Andar sozinha à noite é um convite para ser estuprada.[5]
- Homens não podem ser vítimas de estupro e agressão sexual e nunca podem ser estuprados[9] (ver: Estupro masculino).

## Origem
Os mitos de estupro originam-se de vários estereótipos culturais, tais como o papel de gênero tradicional, a aceitação da violência interpessoal e a falta de entendimento do que é agressão sexual. A prevalência de mitos de estupro é um dos principais motivos da culpabilização da vítima e da estigmatização.
Os mitos de estupro sugerem que a vítima estereotipada da violência sexual é uma jovem machucada e maltratada. No entanto, a questão central nos casos de agressão sexual é se ambas as partes consentiram na atividade sexual ou se ambas tinham capacidade para fazê-lo. Assim, a força física que resulta em lesão física visível nem sempre é vista. Devido a este estereótipo, as pessoas sexualmente abusadas que não aparentam nenhum trauma físico podem ser menos inclinadas a informar às autoridades ou a procurar cuidados de saúde.
Os mitos do estupro são crenças que existem em sociedades que tipicamente sustentam a cultura do estupro. São comumente acreditados por uma variedade de pessoas independente de sexo, raça, orientação sexual ou classe social.

## Efeitos
Tipos de mitos de estupro podem culpar a vítima por sua vitimização, aliviar a culpa do agressor e/ou banalizar a violação em si. Os mitos de estupro relação às vítimas de estupro implicam que as mulheres são de alguma forma culpadas por sua própria vitimização.
Os mitos têm implicações no processo da justiça criminal, vítimas agressores e oficiais que acreditam em mitos de estupro podem não reconhecer que um crime foi cometido. Dentro do sistema criminal, a polícia pode ser menos inclinada a considerar as vítimas com seriedade, coletar o depoimento ou mesmo efetuar prisões.
Aceitação de mitos de estupro contribui com a cultura do estupro e pode levar a reforçar a crença de que o estupro não é real e, portanto, apenas sexo.